# Diocèse de San Benedetto del Tronto-Ripatransone-Montalto
Pour les articles homonymes, voir Tronto (homonymie).
Le diocèse de San Benedetto del Tronto-Ripatransone-Montalto (en latin : Dioecesis Sancti Benedicti ad Truentum-Ripana-Montis Alti ; en italien : Diocesi di San Benedetto del Tronto-Ripatransone-Montalto) est un diocèse de l'Église catholique en Italie, suffragant de l'archidiocèse de Fermo et appartenant à la région ecclésiastique des Marches.

## Territoire
L'archidiocèse est situé dans 3 provinces distinctes : la plus grande partie est dans la province d'Ascoli Piceno dont l'autre fraction est dans l'archidiocèse de Fermo et le diocèse d'Ascoli Piceno. Une partie est dans la province de Teramo dont l'autre fraction est dans les diocèses de Teramo-Atri et d'Ascoli Piceno. Il ne possède que la commune de Montelparo de la province de Fermo, cette dernière étant gérée par l'archidiocèse de Fermo. Son territoire est d'une superficie de 456 km2 divisé en 54 paroisses regroupées en 5 archidiaconés. L'évêché est à San Benedetto del Tronto où se trouve la cathédrale Notre-Dame de la Marina qui a également le rang de basilique mineure. La cathédrale de Ripatransone et celle de Montalto delle Marche sont cocathédrales depuis la fusion des deux juridictions ecclésiastiques. La commune de Monteprandone est un lieu de pèlerinage où se vénère le corps de saint Jacques de la Marche.

## Histoire
Le diocèse actuel est né en 1986 de l'union du diocèse de Ripatransone, érigé en 1571, et qui prend le nom de Ripatransone-San Benedetto del Tronto en 1983, et du diocèse de Montalto, institué en 1586.

### Diocèse de Ripatransone
Le diocèse de Ripatransone est érigé par le pape Pie V le 1er août 1571 par la bulle Illius fulciti en prenant sur les territoires des diocèses environnants de Fermo, Ascoli et Teramo, ainsi que des abbayes territoriales de Farfa et de Campo Fellone.
Lucio Sassi est nommé premier évêque du nouveau diocèse et entre solennellement dans le diocèse le 23 mars 1572. Trois ans plus tard, il est fait cardinal par le pape Clément VIII et quitte son poste. Son successeur, Filippo Sega, reste également trois ans sur le siège avant d'être nommé évêque de Plaisance.
En 1586, une partie du territoire du diocèse est cédée pour l'érection du diocèse de Montalto. À l'origine, Ripatransone est immédiatement soumis au Saint-Siège mais en 1589, il intègre la province ecclésiastique de Fermo, érigée en siège métropolitain par la bulle Universis orbis ecclesiis du 24 mai.
Au moment de l'érection du diocèse, l'église San Benigno est érigée en cathédrale dont seul le clocher subsiste aujourd'hui. En 1596,, la ville reçoit la statue de la Vierge de San Giovanni (provenant de Loreto) qui est proclamée patronne de la ville et du diocèse. L'année suivante, Mgr Pompeo De Nobili pose la première pierre de la nouvelle cathédrale, qui est inaugurée en 1623. La même année, l'évêque Lorenzo Azzolini fonde le séminaire de Ripatransone dans les locaux de l'hôpital de San Pastore (aujourd'hui Institut Santa Teresa) qui est transféré en 1820 au monastère de Santa Chiara. Au moment de l’union avec Montalto, le diocèse de Ripatransone se compose des municipalités d’Acquaviva Picena, Colonnella, Cossignano, Cupra Marittima, Grottammare, Martinsicuro, Monteprandone, Ripatransone et San Benedetto del Tronto.

### Diocèse de Montalto
Le diocèse de Montalto est érigé par le pape Sixte V le 24 novembre 1586 par la bulle Super universas en prenant sur le territoire des diocèses de Ripatransone, Fermo (Montelparo, Comunanza et Montemonaco) et Ascoli (Castignano). À ces communes, le pape unit l'abbaye Santa Maria in Montesanto, auparavant nullius dioecesis, avec ses biens et ses paroisses. À l'origine, Montalto est immédiatement soumis au Saint-Siège, mais intègre en 1589 la province ecclésiastique de Fermo, érigée en siège métropolitain par la bulle Universis orbis ecclesiis du 24 mai.
Sixte V est très généreux envers le nouveau diocèse et Montalto, il crée une imprimerie et une zecca, offre de nombreux paramentiques et objets sacrés, fonde des rentes en faveur des filles pauvres pour faciliter le mariage, organise deux foires annuelles, commence les travaux de reconstruction de la ville. À la demande du pape lui-même, la construction de la nouvelle cathédrale commence en mai 1589, en remplacement de l'ancienne église de Santa Maria ad collem.
Le premier évêque montaltais est Paolo Emilio Giovannini. Au cours de ses vingt années d’épiscopat, il effectue sept visites pastorales dans le nouveau diocèse. En 1630, son successeur, Paolo Orsini, célèbre le premier synode diocésain ; en raison de l'absence d'un palais épiscopal adéquat, il vit la majeure partie de son temps à Montelparo. Girolamo Codebò (1645-1661) fonde le séminaire, agrandi par Lucantonio Accoramboni (1711-1735) qui le transfère dans l'ancien couvent des Augustins et reconstruit par Pietro Paolo Mazzichi au XIXe siècle.
Parmi les évêques montaltais, on peut citer François Antoine Marcucci qui fonde à 27 ans, la congrégation des pieuses ouvrières de l’Immaculée Conception. Il devient évêque de Montalto en 1770 et en même temps vicegérant du diocèse de Rome (it) de 1774 à 1786 ; il démissionne en 1781 de son poste d'évêque de Montalto, et il est nommé patriarche titulaire de Constantinople ; cependant, il garde l'administration du diocèse de Montalto jusqu'à sa mort en 1798. Il visite son diocèse en 1771 et organise un synode en 1777. Il est reconnu vénérable par Benoît XVI le 27 mars 2010.
Pendant l'occupation napoléonienne, l'évêque Francesco Saverio Castiglioni est exilé d'abord à Pavie (1808), puis à Milan pour avoir refusé de prêter le serment d'allégeance au régime napoléonien ; il revient dans son diocèse en 1814 ; deux ans plus tard, il est créé cardinal et devient finalement pape sous le nom de Pie VIII en 1829.

### Diocèse de San Benedetto del Tronto-Ripatransone-Montalto
Le 18 décembre 1924, Luigi Ferri, déjà évêque de Montalto, est nommé évêque de Ripatransone unissant les deux diocèses in persona episcopi avec siège à Ripatransone.
Grâce à l'œuvre et à l'intérêt de Mgr Vincenzo Radicioni (1951-1983) l'église de Santa Maria della Marina de San Benedetto del Tronto est élevé au rang de cocathédrale par le décret In dioecesi Ripana de la congrégation pour les évêques publié le 11 février 1973 mais rendu public le 25 mars seulement. L’évêque prévoit d’élever la ville plus peuplé de San Benedetto en une ville épiscopale et entame à cette fin les travaux de construction nécessaires avec la restructuration de la future cathédrale, la construction sur la via Formentini (1959) d’un bâtiment destiné à un nouveau palais épiscopal. Son initiative est couronnée de succès le 7 avril 1983 par le décret Quo aptius de la congrégation pour les évêques, qui transfère le siège épiscopal de Ripatransone à San Benedetto del Tronto, le diocèse prenant le nom officiel de Ripatransone-San Benedetto del Tronto. Dans le même temps, le siège de Montalto et celui de Ripatransone-San Benedetto del Tronto sont unis aeque principaliter sous le nom de diocèse de Montalto et Ripatransone-San Benedetto del Tronto avec l'évêché dans cette dernière ville.
Le 30 septembre 1986, en vertu du décret Instantibus votis de la congrégation pour les évêques, l'union plénière des deux diocèses est établie et le nouveau district ecclésiastique prend son nom actuel ; la cathédrale de San Benedetto del Tronto est élevée au rang de nouvelle cathédrale diocésaine, tandis que les autres cathédrales deviennent cocathédrales. En 1998, un réseau de musées d'art sacré est créé, constitué d'une douzaine de succursales disséminées sur tout le territoire diocésain.

## Sources
- http://www.catholic-hierarchy.org